# Наука в Китае
Наука в Китае — научные разработки (НИОКР) и достижения (открытия, изобретения и пр.), сделанные как в Древнем Китае, так и в современной КНР
В 2020 году на Китай пришлось около четверти глобальных расходов на научно-исследовательские и опытно-конструкторские работы (НИОКР). В 2022 году Китай занял второе место по тратам на НИОКР  (ППС), расположившись между США и Евросоюзом. Интенсивность расходов на НИОКР достигает 2,65 % от ВВП (2023 г.). КНР возглавила рейтинг Nature Index и получила 11 место в рейтинге Глобального инновационного индекса за 2024 год. В стране находятся 26 из 100 ведущих научно-технологических кластеров мира, четыре из которых вошли в первую десятку рейтинга: Шэньчжэнь — Гонконг — Гуанчжоу, Пекин, Шанхай — Сучжоу и Нанкин. Китайская академия наук и некоторые вузы государства высоко оцениваются за рубежом.
В честь Китая был назван астероид (139) Жуйхуа, открытый 10 октября 1874 года канадо-американским астрономом Джеймсом Уотсоном в Пекине; в переводе с китайского название астероида означает «Звезда счастья Китая».

## Обзор
В 2012 году общенациональные расходы на НИОКР в КНР составили около 166 млрд долларов.
В 2018 году государственные расходы на фундаментальные исследования составили 0,4 % ВВП (в России — 0,2 % ВВП), всего на науку — 1,1 %.
В 2019 году Китай обошёл Соединённые Штаты по общим расходам на исследования (в некоторых областях обошёл уже и по технологиям — США уже потеряли лидерство в этой области — если в 1990 году на долю США приходилось 37 % от мирового производства полупроводников, то в 2021 году уже 12 %).
Доля КНР в мировых расходах на НИОКР увеличилась с 4,9 % в 2000 г. до 24,8 % в 2020 г.. В 2022 году Китай занял второе место по расходам на НИОКР  (ППС), расположившись между США и всеми странами Евросоюза в совокупности.
В 2023 году Китай потратил на НИОКР 3,33571 трлн юаней юаней, что составило 2,65 % от ВВП. Около 226 млрд юаней из них было направлено на фундаментальные исследования.
В 2024 году Китай занял 11-е место в рейтинге Глобального инновационного индекса. В стране находятся 26 из 100 ведущих научно-технологических кластеров мира, четыре из которых вошли в первую десятку рейтинга: Шэньчжэнь — Гонконг — Гуанчжоу (2 место), Пекин (3 место), Шанхай — Сучжоу (5 место) и Нанкин (9 место).
Китай возглавляет рейтинг Nature Index (2024 г.).
Среди научных учреждений и вузов страны наиболее высокую иностранную оценку получили: Китайская академия наук (1 место в Nature Index 2024), Пекинский университет (14 место в QS World University Rankings 2025) и Чжэцзянский университет (1 место в CWTS Leiden Ranking 2024).
Китайские студенты составляют до трети от общего числа иностранных студентов в американских вузах, а этнические китайцы — до половины всех сотрудников в американских лабораториях; на долю людей с китайскими фамилиями приходится до 10 % регистрируемых в США патентов.
Мировой лидер по количеству патентных заявок.
Влияние в значимых областях науки: по состоянию на середину 2020 года «передним краем науки» считаются 10 393 глобальных исследовательских фронтов (кластер исследований с совместным цитированием) — у лидеров, США и Китая, 66,58 % и 51 % соответственно (Россия представлена в 502, то есть 4,83 %)..
Китай лидирует по общему количеству исследователей. В прошлом страну ежегодно покидали миллионы студентов. Теперь китайские учёные и студенты массово возращаются на родину, неся с собой приобретённые знания и навыки. «Утечка мозгов» из страны сменилась их притоком.
Особенностью Китая стало активное использование «иностранных мозгов»: число зарубежных учёных в исследовательских центрах Поднебесной, выросло с 1989 по 2009 годы с 2,5 тыс. до 480 тыс. человек (для сравнения, в конце 2000-х годов в КНР трудилось около 1,6 млн учёных).

## История
Печатные книги, фарфор, чай, шёлк, бронзовые «зеркала», складные зонтики и бумажные змеи — это лишь малая доля тех предметов нашей повседневности, которые были изобретены китайцами и которыми люди пользуются и по сей день во всём мире. Примечательно, что китайцы разработали технологию производства фарфора за тысячу лет до европейцев (см. Китайский фарфор).
Существует мнение, что два самых известных китайских изобретения появились благодаря религии: якобы в поисках эликсира бессмертия даосские алхимики вывели формулу пороха, а магнитный компас был создан на основе инструмента, применявшегося для геомантии и фэн-шуй. Но он также активно использовался для путешествия по пустыням, а в средневековом Китае стал применяться и для мореплавания.
Книгопечатание:
изобретение подвижного шрифта не оказало значительного влияния на китайское общество, и большинство печатников продолжали использовать прежние формы. В Европе изобретение подвижного шрифта произвело революцию — оперировать 30 печатными формами латинского алфавита проще, чем 3000 и более для иероглифов, использующихся при выпуске китайской газеты. Выполнение оттисков иероглифов на одной печатной форме требует намного больше усилий и затрат.
Из различных музыкальных и речевых механизмов, изобретённых в прошлые эпохи, следует выделить устройство искусственно синтезированной речи, успешно изготовленное в эпоху Тан главным зодчим Ян Улянем.

## Отрасли

### Философия
Влияние китайской философии, части восточной философии, на культуры Китая, Японии, Кореи, Вьетнама равнозначно влиянию древнегреческой философии на Европу.

### Астрономия
Наблюдавшие за небом в древнем Китае астрономы создали своё представление о небосводе — китайские созвездия упоминаются в традиционной китайской культуре и сильно отличаются от современных созвездий, основанных на древнегреческой астрономии.
Карта Дуньхуана или Звёздная карта Дуньхуана является одним из первых известных графических изображений звёзд древней китайской астрономии, относящихся к династии Тан (618—907) и на сегодняшний день является самым старым в мире полным сохранившимся звёздным атласом.
Гаочэнская (Дэнфэнская) обсерватория — эта средневековая обсерватория содержит монументальные астрономические инструменты эпохи Тан (723 год) и эпохи Юань (1279 год).
Старая пекинская обсерватория — астрономический инструмент дотелескопической эпохи, революционные для своего времени инструменты этой обсерватории были созданы в 1442 году при династии Мин и усовершенствованы при династии Цин.
современность
Наблюдательная станция Синлун — астрономическая обсерватория, основанная в 1980-х годах в горах Яньшань.
Спектроскоп LAMOST, находящийся на наблюдательной станции Синлун, недалеко от Пекина — крупнейший на данный момент, высотой больше 15-этажного здания.
Радиотелескоп FAST («Сферический телескоп с пятисотметровой апертурой», известный также как «Тьяньян», «Небесное око») после окончания строительства в 2016 году и сдачи в эксплуатацию стал самым большим в мире радиотелескопом с заполненной апертурой, его диаметр — 500 метров.
см. также: Китайская астрология

### Физика
Традиционная физика в Китае зародилась в древние времена, процесс её развития насчитывает несколько тысяч лет. Китайское слово «физика» («ули» — «законы вещей») впервые встречается в главе «Обозрение сокровенного» («Лань мин сюнь») ханьского трактата «Хуайнань-цзы» (однако, судя по всему, этот термин подразумевал объяснение сути простых явлений, и его нельзя отождествлять с современной физикой). В последние годы эпохи Мин название науки «физика» (physics), пришедшей с Запада, переводилось как «гэусюэ» («наука о постижении сути вещей») или «гэчжисюэ» («наука о постижении природы вещей»). В 90-е годы XIX в. в китайский язык из японских переводных учебников пришло слово «улисюэ», обозначающее физику в наши дни.
Традиционная физика достигла многочисленных блестящих успехов в истории древней науки. На втором этапе в Китай прибыли иезуитские миссионеры, которые занялись распространением в Китае научных знаний Древней Греции, Древнего Рима и Раннего итальянского Возрождения. Однако современная физическая наука дошла до Китая только после Опиумной войны 1840-х годов. Европейские миссионеры распространяли в Китае знания и научные методы современной физики, во второй половине XIX в. в ходе Движения по усвоению заморских дел (Движение самоусиления, Янъуюньдун).
современность
EAST (Experimental Advanced Superconducting Tokamak) — экспериментальный сверхпроводящий токамак в городе Хэфэй, принадлежит институту физики плазмы при Академии наук КНР, являются частью программы по созданию международного экспериментального термоядерного реактора. Является модификацией токамака HT-7, построенного в начале 1990-х при сотрудничестве с Россией.

### Космические исследования
Располагая многопрофильной космонавтикой, с 2003 года Китай стал третьей в мире космической сверхдержавой, самостоятельно проводящей пилотируемые полёты.
С 1990 года КНР начала коммерческие запуски и в 1990—2012 гг. китайские ракеты-носители вывели на орбиту 43 иностранных спутника. С 2010 года, уступая только России, Китай ежегодно производит больше космических запусков, чем США.
По состоянию на июль 2012 года, КНР занимал третье место в мире (после США и России) по числу функционирующих искусственных спутников земли (96, в том числе 87 выведены на орбиту китайскими ракетами-носителями).
24 апреля 2022 года осуществился запуск ракеты с высотного гелиевого шара нулевого давления из Лэнху на северо-западе провинции Цинхай, такой способ запуска экономит топливо и снижает общие затраты.

## Образование
В КНР доля государственных ассигнований в общем финансировании образования в 2000—2011 гг. возросла с 66,5 % до 77,8 %. Особенно резкий скачок этого показателя произошёл в 2005—2011 годах.
При этом, правительство поддерживает частные образовательные организации; первый «Закон о поощрении частного образования» вступил в силу с 1 сентября 2003 года.
Высшее образование:
ВУЗы Китая считаются одними из лучших в Азии. Дипломы, выданные многими из них, высоко ценятся в Европе и Америке.

## Организации
- Китайская академия наук (КАН) занимается развитием математики, физики, химии, медицины, наук о земле, информационными технологиями, биотехнологиями и пр.
- Китайская академия инженерных наук (中国工程院)[19] занимается машиностроением, металлургией, строительством, сельским хозяйством, лёгкой и тяжёлой промышленностью, транспортом.
- Китайская академия общественных наук (КАОН) сосредоточена на экономике, истории, философии, праве, международных отношениях, социологии.
- Китайская академия космических технологий является основным центром разработки и производства космических аппаратов в стране.